# Jardin botanique de Curepipe
Le jardin botanique de Curepipe est un jardin botanique situé à Curepipe, ville du centre de l'île Maurice dans les Hautes-Plaines-Wilhems.

## Historique
Le jardin botanique a été fondé en 1870 par les descendants des colons français en tant que jardin d'acclimatation de plantes exotiques, ainsi que de jardin des plantes endémiques des Mascareignes. C'est le deuxième après le jardin botanique de Pamplemousses fondé au XVIIIe siècle et qui est le plus important de l'île. Celui de Curepipe s'étend sur deux hectares et possède entre autres nombre de palmiers, lataniers, fougères rares, tambalacoques, bois d'olive, bois de natte, palmistes bouteille, de vacoas et l'exemplaire unique d'Hyophorbe amaricaulis, âgé de quatre-vingt-dix ans[Quand ?]  et dont les graines sont stériles. On remarque également des bois d'ébène, des bois macaque, des exemplaires de bouquet banané, de fangames, de dragonniers-ombrelle, de Coffea myrtifolia, de vacoas de Madagascar, de bois dur, etc. Le jardin possède dix-sept espèces uniques de l'île.
Il existe un kiosque à musique datant de l'époque victorienne au milieu de la grande pelouse et un coin des enfants, ainsi qu'une pièce d'eau avec des nénuphars. Le jardin a été restauré en 2011 pour 1,5 million de roupies. Une roseraie et une pépinière doivent être créées[Quand ?].